# Императрис (футбольный клуб)
«Императри́с» (порт.-браз. Sociedade Imperatriz de Desportos) — бразильский футбольный клуб, представляющий город Императрис из штата Мараньян.

## История
Клуб основан 4 января 1962 года под названием Атлетическое общество «Императрис» (Sociedade Atlética Imperatriz). 18 февраля 2000 года клуб получил современное название — Общество спорта «Императрис» (Sociedade Imperatriz de Desportos).
В 1987 году «Императрис» впервые пробился в Серию B Бразилии. В Серии C команда играла в 1995, 2002, 2003, 2005, 2006, 2007 и 2019 годах. В Серии D — в 2015, 2018 и 2021 годах.
В 2018 году клуб выступал в Серии D Бразилии, по итогам сезона завоевал право на повышение в Серию C.
Команда выступает на стадионе «Фрей Эпифанио Д’Абадия», также известном как «Калдейран» или «Абадиан». Арена вмещает 12 тыс. зрителей.

## Достижения
- Чемпион штата Мараньян (3): 2005, 2015, 2019